# Mario Galinović
Mario Galinović (ur. 15 listopada 1976 w Osijeku) – chorwacki piłkarz grający na pozycji bramkarza.
Galinović urodził się w Osijeku i tam też w wieku 14 lat zaczął swoją piłkarską karierę w klubie NK Osijek. Jednak pierwszy mecz zaliczył dopiero w sezonie 1995/1996 i był to wówczas jego jedyny występ w tym sezonie. W kolejnych 2 sezonach niemający szans na grę w składzie młody Galinović był wypożyczony do 2-ligowego zespołu NK Belišće. W sezonie 1998/1999 powrócił do Osijeku, w którym walczył o miejsce w składzie i zaliczył 12 ligowych występów. Jednak w kolejnym sezonie Galinović znów usiadł na ławce rezerwowych i zagrał tylko 3-krotnie, a w następnym ani razu nie pojawił się na boisku. Przełomowym sezonem był sezon 2001/2002, gdy Mario w końcu stał się pierwszym bramkarzem po odejściu dotychczasowego pierwszego golkipera NK, Vladimira Balicia. Osijek zajął dopiero 8. miejsce w tabeli, a latem 2002 Galinović pożegnał się z drużyną i odszedł do Kamen Ingrad. Tam przez 2 sezony zagrał we wszystkich ligowych meczach. Dobra postawa zwłaszcza w sezonie 2003/2004 zaowocowała transferem do Panathinaikosu Ateny. W 2010 roku wywalczył mistrzostwo Grecji jako rezerwowy dla Alexandrosa Tzorvasa. Latem został wypożyczony do Kavali.
W reprezentacji Chorwacji Galinović zadebiutował 13 czerwca 1999 roku w zremisowanym 2:2 meczu z reprezentacją Egiptu, rozegranym w Seulu z okazji turnieju o Puchar Korei.

## Kariera
| Sezon   | Klub             | Kraj      | Rozgrywki     | Mecze | Bramki |
| ------- | ---------------- | --------- | ------------- | ----- | ------ |
| 1995/96 | NK Osijek        | Chorwacja | Prva HNL      | 1     | 0      |
| 1996/97 | NK Belišće       | Chorwacja | Druga HNL     | ?     | ?      |
| 1997/98 | NK Belišće       | Chorwacja | Druga HNL     | ?     | ?      |
| 1998/99 | NK Osijek        | Chorwacja | Prva HNL      | 12    | 0      |
| 1999/00 | NK Osijek        | Chorwacja | Prva HNL      | 3     | 0      |
| 2000/01 | NK Osijek        | Chorwacja | Prva HNL      | 0     | 0      |
| 2001/02 | NK Osijek        | Chorwacja | Prva HNL      | 23    | 0      |
| 2002/03 | NK Kamen Ingrad  | Chorwacja | Prva HNL      | 32    | 0      |
| 2003/04 | NK Kamen Ingrad  | Chorwacja | Prva HNL      | 32    | 0      |
| 2004/05 | Panathinaikos AO | Grecja    | Alpha Ethniki | 20    | 0      |
| 2005/06 | Panathinaikos AO | Grecja    | Alpha Ethniki | 29    | 0      |
| 2006/07 | Panathinaikos AO | Grecja    | Alpha Ethniki | 8     | 0      |
| 2007/08 | Panathinaikos AO | Grecja    | Alpha Ethniki | 20    | 0      |
| 2008/09 | Panathinaikos AO | Grecja    | Alpha Ethniki | 21    | 0      |
| 2009/10 | Panathinaikos AO | Grecja    | Alpha Ethniki | 3     | 0      |
| 2010/11 | AO Kavala        | Grecja    | Alpha Ethniki |       |        |